# Independente AC
Der Independente Atlético Clube, auch bekannt als Independente de Tucuruí, Galo Elétrico oder Galo da Marambaia, ist ein Fußballklub aus Tucuruí, im brasilianischen Bundesstaat Pará.

## Geschichte
Independente wurde am 28. November 1972 von Francisco Marques Bastos in Belém ins Leben gerufen, welcher bereits u. a. den AC Izabelense geleitet hatte. Als Farben wurden ursprünglich Grün, Weiß und Blau gewählt. Zu Ehren des CR Vasco da Gama aus Rio de Janeiro übernahm man das Malteserkreuz in sein Logo. Als Maskottchen wurde der Hahn gewählt. In Verbindung mit dem in der Nähe liegenden Wasserkraftwerk leitet sich der Spitzname Galo Elétrico, elektrischer Hahn, ab. Am Dienstag, den 6. Oktober 1981, wurde Independente als Profiklub beim regionalen Fußballverband von Pará, dem Federação Paraense de Futebol (FPF), registriert.
Zwischen 2008 und 2010 geriet der Verein in finanzielle Schwierigkeiten, so dass er 2010 seine Pforten schließen musste. Im Mai 2010 wurde Independente vom damaligen Direktor Deley Santos gekauft und in 180 Anteile aufgeteilt. Mehrere Personen und Geschäftsleute aus Tucuruí erwarben diese innerhalb von zwei Tagen. Aufgrund dessen wurde der Sitz des Klubs dorthin verlegt.

## Herrenfußball
Ab 1987 trat Independente in der Staatsmeisterschaft von Pará an. Untere Spielklassen gab es zu der Zeit in der Staatsmeisterschaft nicht und der Wettbewerb war fast eine reine Stadtmeisterschaft von Belém. Der Klub debütierte am 9. März im Auswärtsspiel beim Paysandu SC (0:1-Niederlage). Nicht nur das Debüt misslang, in seinen acht weiteren Spielen erreichte der Klub nur einen Punkt, mit einem 1:1-Unentschieden bei der AA Tiradentes. Seitdem tritt Independente in einer der Ligen der Staatsmeisterschaft an.
1993 erfolgte der erste Abstieg und musste bis einschließlich 2009 in der zweiten Liga der Staatsmeisterschaft verweilen, wobei diese 1998 nicht ausgetragen wurde. 2009 konnte sich der Klub die Meisterschaft und Rückkehr in die oberste Spielklasse der Staatsmeisterschaft sichern. Nur zwei Jahre später, nach dem Umzug nach Tucuruí, schrieb Independente 2011 Geschichte im Männerfußball von Pará, indem er als erste Mannschaft aus dem Landesinneren Staatsmeister wurde und damit ein 103 Jahre altes Tabu brach, bei dem es nur Sieger aus Belém gab. Der Titel wurde durch einen 3:0-Sieg gegen den Paysandu im Elfmeterschießen gewonnen.
Über den Erfolg in der Staatsmeisterschaft sicherte sich Independente seine erste Teilnahme an einem nationalen Wettbewerb. Noch in dem Jahr trat der Klub in der Série D, der vierten nationalen Liga, an. Hier begann der Klub in der Gruppe A2. Mit vier weiteren Klubs stritt man um die ersten zwei Plätze für die zweite Runde. Man gab am 17. Juli beim Trem DC seinen Einstand (1:2-Niederlage). Bereits im zweiten Spiel, zuhause am 23. Juli gegen den Comercial AC (PI), erreichte mit einem 4:1 seinen ersten Sieg. Zum Abschluss der ersten Runde belegte der Klub den ersten Platz und zog in die zweite Runde ein. Im Achtelfinale konnte man sich gegen den Penarol AC durchsetzen (0:1, 3:1) und schied dann im Viertelfinale gegen den Cuiabá EC mit 0:2 und 0:4 aus. Im Gesamtklassement der 40 Teilnehmer belegte Independente den achten Platz.
Als Staatsmeister von 2011 trat man 2012 auch das erste Mal im Copa do Brasil, dem nationalen Pokalwettbewerb, an. Beim Copa do Brasil 2012 musste sich der Klub mit dem FC São Paulo auseinandersetzen. Beide Spiele gingen mit 0:1 und 0:4 verloren.

### Herren Teilnahme an Fußballwettbewerben
| Wettbewerb                   | Teilnahmen                         |
| ---------------------------- | ---------------------------------- |
| Copa do Brasil               | 05× – 2012, 2015, 2016, 2018, 2020 |
| Série D                      | 03× – 2011, 2018, 2020             |
| Staatsmeisterschaft          | 21× – 1987–1993, 2010–2023, 2025   |
| Staatsmeisterschaft Série A2 | 15× – 1994–1997, 1999–2009, 2024   |
| Copa Verde                   | 02× – 2015, 2020                   |

### Herren Erfolge
- Staatsmeisterschaft von Pará: 2011
- Staatsmeisterschaft von Pará – Série A2: 2009, 2024

## Frauenfußball
Seit mindestens 1987 tritt mit Unterbrechungen eine Damenauswahl für Independente an. Ab dem Zeitpunkt gewann die Mannschaft kleinere regionale Turnier, wie das Copa Meio-Norte, einem Turnier zwischen Maranhão und Pará (1987, 1988 und 1989). Außerdem gewann sie dreimal das Torneio Norte-Nordeste (1999, 2000 und 2001) und den Copa Norte (2002, 2003 und 2004).
Bei der ab 1999 wurde die Staatsmeisterschaft der Frauen regelmäßig ausgetragen. Zuvor gab es von 1983 bis 1986 Turniere. Independente wurde bei der ersten Austragung Meister und konnte den Titel bis einschließlich 2003 behaupten. Es folgte eine Unterbrechung der Austragung und beim Neustart 2007 wurde man erneut Meister. Die Meisterschaft verhalf Independente zur Teilnahme am Copa do Brasil. In dem Copa do Brasil de Futebol Feminino 2007 musste man in der ersten Runde gegen den Rio Norte FC antreten. Im Hinspiel zuhause gewann der Klub mit 2:1, verlor dann aber auswärts mit 1:3.
Ob die Mannschaft danach noch in der Staatsmeisterschaft antrat ist nicht nachgewiesen. Es scheint, dass diese spätestens mit dem Umzug nach Tucuruí aufgelöst wurde.

### Frauen Teilnahme an Fußballwettbewerben
| Wettbewerb          | Teilnahmen           |
| ------------------- | -------------------- |
| Copa do Brasil      | 1× – 2007            |
| Staatsmeisterschaft | 6× – 1999–2003, 2007 |

### Frauen Erfolge
- Staatsmeisterschaft (6×): 1999, 2000, 2001, 2002, 2003, 2007